# Nogent-l'Artaud
Nogent-l'Artaud je francouzská obec v departementu Aisne v regionu Hauts-de-France. V roce 2011 zde žilo 2 129 obyvatel.

## Sousední obce
Bassevelle (Seine-et-Marne), Hondevilliers (Seine-et-Marne), La Chapelle-sur-Chézy, Charly-sur-Marne, Chézy-sur-Marne, Pavant, Romeny-sur-Marne, Saulchery, Verdelot (Seine-et-Marne), Viels-Maisons

## Vývoj počtu obyvatel
Počet obyvatel 